# Samira Hasagić
Samira Hasagić (20. lipnja 1973.) je hrvatska rukometašica.
S hrvatskom seniorskom reprezentacijom osvojila je srebro na Mediteranskim igrama 1997. godine. S  Podravkom je osvojila Ligu prvakinja i europski Superkup 1996. godine.. U karijeri igrala je za  Lokomotivu, Podravku,  francuski Besancon i Trešnjevku..